# Pennyworth
Pennyworth (under säsong 3, marknadsförd som Pennyworth: The Origin of Batman's Butler) är en amerikansk action-TV-serie som hade premiär 2019 på Epix. TV-serien skapades av Bruno Heller och Danny Cannon och är baserad på rollfiguren Alfred Pennyworth, som senare skulle bli betjänt, chaufför, servitör och förtrogne åt Bruce Wayne. Skådespelarna i Pennyworth är bland annat Jack Bannon, Ben Aldridge, Hainsley Lloyd Bennett, Ryan Fletcher, Dorothy Atkinson, Ian Puleston-Davies, Paloma Faith, Jason Flemyng, Polly Walker, Emma Paetz, Ramon Tikaram, Harriet Slater, Edward Hogg, Jessye Romeo, James Purefoy och Simon Manyonda. TV-serien är en föregångare till Gotham, där Alfred Pennyworth spelades av Sean Pertwee. Pennyworth har också en viss koppling till handlingen i V for Vendetta.